# Sergej Kosticyn
Sergej Olegovič Kosticyn (bělorusky Сяргей Алегавiч Касціцын, rusky Сергей Олегович Костицын, * 20. března 1987, Novopolock, Sovětský svaz, dnes Bělorusko) je běloruský hokejový útočník momentálně hrající v Kontinentální hokejové lize za tým Ak Bars Kazaň. Jeho starší bratr Andrej je rovněž lední hokejista.

## Statistiky

### Klubové statistiky
| Sezona      | Klub                | Soutěž      | Základní část | Základní část | Základní část | Základní část | Základní část | Play off | Play off | Play off | Play off | Play off |
| Sezona      | Klub                | Soutěž      | Z             | G             | A             | B             | TM            | Z        | G        | A        | B        | TM       |
| ----------- | ------------------- | ----------- | ------------- | ------------- | ------------- | ------------- | ------------- | -------- | -------- | -------- | -------- | -------- |
| 2005/06     | London Knights      | OHL         | 63            | 26            | 52            | 78            | 78            | 19       | 13       | 24       | 37       | 44       |
| 2006/07     | London Knights      | OHL         | 59            | 40            | 91            | 131           | 76            | 16       | 9        | 12       | 21       | 39       |
| 2007/08     | Hamilton Bulldogs   | AHL         | 22            | 6             | 16            | 22            | 18            | —        | —        | —        | —        | —        |
| 2007/08     | Montreal Canadiens  | NHL         | 52            | 9             | 18            | 27            | 51            | 12       | 3        | 5        | 8        | 14       |
| 2008/09     | Montreal Canadiens  | NHL         | 56            | 8             | 15            | 23            | 64            | 1        | 0        | 0        | 0        | 2        |
| 2008/09     | Hamilton Bulldogs   | AHL         | 16            | 5             | 8             | 13            | 18            | —        | —        | —        | —        | —        |
| 2009/10     | Hamilton Bulldogs   | AHL         | 16            | 4             | 9             | 13            | 2             | —        | —        | —        | —        | —        |
| 2009/10     | Montreal Canadiens  | NHL         | 47            | 7             | 11            | 18            | 8             | 5        | 0        | 0        | 0        | 0        |
| 2010/11     | Nashville Predators | NHL         | 77            | 23            | 27            | 50            | 20            | 12       | 0        | 5        | 5        | 2        |
| 2011/12     | Nashville Predators | NHL         | 75            | 17            | 26            | 43            | 34            | 10       | 1        | 1        | 2        | 4        |
| 2012/13     | Avangard Omsk       | KHL         | 27            | 9             | 19            | 28            | 42            | —        | —        | —        | —        | —        |
| 2012/13     | Nashville Predators | NHL         | 46            | 3             | 12            | 15            | 11            | —        | —        | —        | —        | —        |
| 2013/14     | Avangard Omsk       | KHL         | 54            | 10            | 24            | 34            | 56            | —        | —        | —        | —        | —        |
| 2014/15     | Ak Bars Kazaň       | KHL         | 49            | 7             | 20            | 27            | 20            | 12       | 1        | 2        | 3        | 6        |
| AHL celkově | AHL celkově         | AHL celkově | 54            | 15            | 34            | 49            | 38            | 15       | 3        | 2        | 5        | 20       |
| NHL celkově | NHL celkově         | NHL celkově | 353           | 67            | 109           | 176           | 188           | 40       | 4        | 11       | 15       | 22       |
| KHL celkově | KHL celkově         | KHL celkově | 130           | 26            | 63            | 89            | 118           | 12       | 1        | 2        | 3        | 6        |